# Астраханский переулок (Москва)
Астраха́нский переу́лок (название с начала XIX века, утверждено в 1935 году, ранее — Астраха́нцевский переу́лок, Копте́льский переу́лок) — переулок в Центральном административном округе города Москвы на территории Мещанского и Красносельского районов. Пролегает от Грохольского переулка до Большой Переяславской улицы. Нумерация домов начинается от Грохольского переулка.

## Происхождение названия
Назван по фамилии (с искажением) местного домовладельца Астраханцева.

## Примечательные здания и сооружения
По нечётной стороне:
- № 1/15 — жилой дом. Здесь жил поэт и писатель Виктор Гончаров[2].
- № 5 — жилой дом. Здесь жили спортивный комментатор Николай Озеров[3], писатель Аркадий Вайнер[4], кинодраматург Валентин Ежов[5], поэт Владимир Соколов[6], писатель и литературовед Ираклий Андроников[7].

## Транспорт
- Станции метро:

«Проспект Мира» (Калужско-Рижская линия)
«Проспект Мира» (Кольцевая линия)
«Комсомольская» (Сокольническая линия)
«Комсомольская» (Кольцевая линия)
- Железнодорожный транспорт:

«Площадь трёх вокзалов» (МЦД-2 и МЦД-4)
Ленинградский, Ярославский и Казанский вокзалы
- Трамвай № 7
- Трамвай № 50